# Gavin McCann
Gavin Peter McCann (ur. 10 stycznia 1978 w Blackpool) – angielski piłkarz występujący na pozycji pomocnika.

## Kariera klubowa
McCann swoją zawodową karierę rozpoczął w roku 1995 w Evertonie. Przez pierwsze dwa sezony nie rozegrał tam ani jednego spotkania. Zadebiutował dopiero 24 września 1997 roku w pojedynku z Newcastle United. W sezonie 1997/98 wystąpił jeszcze w 10 meczach Premier League, po czym odszedł do Sunderlandu. Kwota transferu wynosiła 500 tysięcy funtów.
W nowej drużynie swój pierwszy występ zaliczył 28 listopada 1998 roku, kiedy to zagrał w wygranym 4:0 pojedynku z Sheffield United. 2 stycznia 1999 roku w meczu Pucharu Anglii z Lincoln City zdobył swoją pierwszą bramkę dla Czarnych Kotów. Swój debiutancki sezon w tej drużynie Anglik zakończył z 11 ligowymi występami oraz trzema pucharowymi, jego drużyna zajęła natomiast pierwsze miejsce w Division One i zapewniła sobie awans do Premiership. W następnych rozgrywkach McCann zagrał już w 24 meczach. W tym sezonie zdobył także swoją pierwszą bramkę w najwyższej klasie rozgrywkowej w kraju. Miało to miejsce we wrześniowej potyczce z Leicester City. Przez następne trzy sezony Anglik dalej był podstawowym piłkarzem Sunderlandu, wystąpił kolejno w 22, 29 i 30 meczach ligowych. Po czym, w lipcu 2003 roku przeszedł za kwotę 2,25 milionów funtów do Aston Villi. Łącznie w ekipie Sunderlandu wystąpił w 110 ligowych meczach oraz zdobył trzy bramki.
W drużynie The Villans pierwszy raz wystąpił 16 sierpnia w spotkaniu z Portsmouth FC. Pierwszą bramkę zdobył natomiast w spotkaniu Pucharu Ligi z Crystal Palace. Swój pierwszy sezon na Villa Park zakończył z 28 ligowymi występami. 13 listopada 2004 roku w pojedynku z Boltonem Wanderers zdobył swoją pierwszą bramkę dla Aston Villi. Sezon ten zakończył natomiast z 20 występami. Przez następne dwa lata McCann nie stracił miejsca w wyjściowej jedenastce swojego zespołu, występował kolejno w 32 i 30 meczach Premier League. Po czterech sezonach gry w drużynie The Villans, w czerwcu 2007 roku podpisał kontrakt z Boltonem Wanderers. Kwota transferu wynosiła milion funtów.
W nowej drużynie swój pierwszy występ zaliczył 11 sierpnia, kiedy to zagrał w meczu z Newcastle United. 6 grudnia w meczu Pucharu UEFA z Crveną Zvezdą Belgrad zdobył swoją pierwszą bramkę dla klubu. W lidze pierwsze trafienie zaliczył natomiast 19 kwietnia 2008 roku w meczu z Middlesbrough. Cały sezon Anglik zakończył z 31 występami w lidze, dwoma w pucharach oraz ośmioma w Pucharze UEFA.

## Kariera reprezentacyjna
W reprezentacji Anglii McCann zaliczył jeden występ. Było to towarzyskie spotkanie z Hiszpanią rozegrane w roku 2001.